# Obiettivo Butterfly
Obiettivo Butterfly (The Safecracker) è un film del 1957 diretto e interpretato da Ray Milland.

## Trama
Colley Dawson è uno scassinatore di casseforti con un debole per le opere artistiche. Viene arrestato e condannato a una lunga pena. Durante la seconda guerra mondiale gli viene offerta la possibilità di uscire, con la condizione però che prenda parte a una rischiosa azione al di là delle linee nemiche; presto si ritrova addestrato come commando e paracadutato in Belgio. Il suo compito sarà proprio quello di aprire una cassaforte che contiene documenti militari segreti di grande importanza.